# Хайруллин, Ильдар Аюпович
Ильдар Аюпович Хайруллин (тат. Илдар Әюп улы Хәйруллин; 17 ноября 1963, Стерлитамак, Башкирская АССР, РСФСР, СССР — 3 ноября 2024, Стерлитамак, Республика Башкортостан, Российская Федерация) — советский и российский композитор, гитарист, аранжировщик, продюсер.

## Биография
Родился 17 ноября 1963 года в Стерлитамаке.
Стоял у самых истоков стерлитамакского рок-клуба. В 1984 году основал группу «Стерлитяне», в состав которой, помимо него (вокал, гитара, аранжировка), вошли: Алик Кобаев (бас-гитара), Оксана Петрусева (клавишные), Борис Бочаров (вокал) и Олег Панин (ударные). Группа получила известность в республике благодаря песням на злободневную тематику, среди которых были такие, как «Кумертау-Учалы», «Анвар Габитович», «Он вернулся к тебе, Иринка» и «Будем подумать». Всего было выпущено два магнитоальбома («Откровение» (1987) и «Демагогия» (1989)), после чего группа прекратила свое существование.
Позже Ильдар Хайруллин сочинял музыку для песен, которые исполняли Алла Пугачёва, Александр Кальянов и Евгений Осин («Три гитары», «Ах, Тамара», «Поцелуй Юлии», «Ленка», «Оленька»). При этом, по его словам за написание музыки и текста не получал от заказчиков ни копейки.
Скончался 3 ноября 2024 года в Стерлитамаке. Церемония прощания с Ильдаром Хайруллины состоялась 4 ноября в 12:00 в доме прощания на улице Карла Маркса.

## Дискография

### В составе группы «Стерлитяне»
- 1987 — «Откровение»
- 1989 — «Демагогия»

### Сольный проект
- 2009 — «Башкирский сувенир»